# Lanz-Preis der Lüfte
Der Lanz-Preis der Lüfte war ein 1908 vom Mannheimer Maschinenbau-Unternehmer Karl Lanz gestifteter Preis zur Förderung der deutschen Luftfahrttechnik, dessen Hauptbetrag am 30. Oktober 1909 an Hans Grade fiel.

## Motivation und Ausschreibung
Dem mit dem Bau von Landmaschinen erfolgreichen Karl Lanz, der später mit Johann Schütte selbst Starrluftschiffe und Flugzeuge unter der Marke Schütte-Lanz baute, war die Rückständigkeit der deutschen Flugtechnik im internationalen Vergleich aufgefallen. Da er sich als Förderer technischer Innovationen verstand – er unterstützte auch Ferdinand von Zeppelin nach der Zerstörung des LZ 4 bei der Katastrophe von Echterdingen mit 50.000 Mark –, beschloss er, Flugzeugkonstrukteuren und Flugpionieren einen Anreiz durch die Stiftung eines Preises zu schaffen. Selbst Mitglied im Berliner Verein für Luftschiffahrt, stellte er diesem am 15. April 1908 einen Betrag von 50.000 Mark zur Verfügung, von denen 10.000 Mark der direkten finanziellen Unterstützung deutscher Flugtechniker dienen sollten, 40.000 Mark aber als „Lanz-Preis der Lüfte“ ausgeschrieben wurden. Die grundlegende Aufgabenstellung forderte hierbei von den Wettbewerbsteilnehmern die Absolvierung eines vorgeschriebenen Parcours: In einer Achterbewegung galt es, zwei 1.000 Meter voneinander entfernte Markierungspunkte fliegend zu umrunden und schließlich zur Startlinie zurückzukehren. Bewerben durften sich ausschließlich deutsche Piloten, deren Maschinen in Deutschland gebaut und in allen ihren Teilen in Deutschland hergestellt worden waren.

## Gewinner

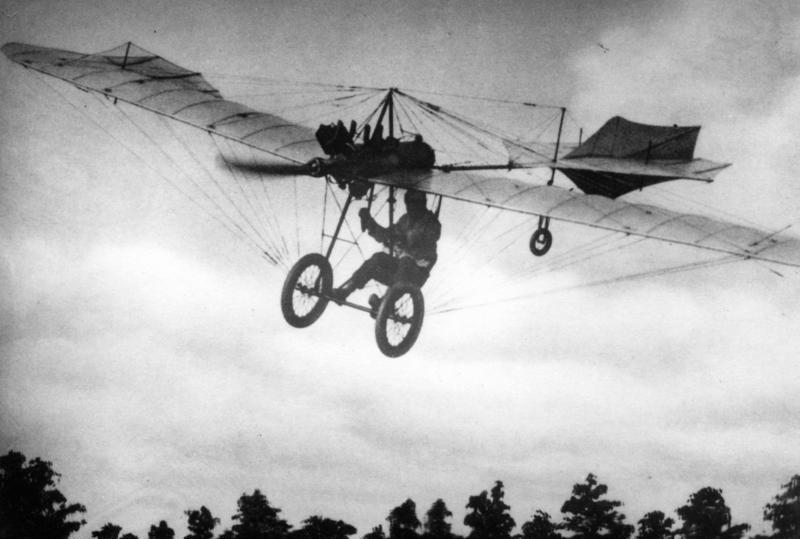
Hans Grade in seiner Libelle

Der erste deutsche Pilot, dem die Erfüllung dieser Aufgabe gelang, war der Magdeburger Hans Grade. Am 30. Oktober 1909 trat er in seinem selbst konstruierten Eindecker Libelle mit ebenfalls selbst konstruiertem Vierzylinder-Zweitaktmotor an. Er absolvierte auf dem Flugplatz Johannisthal die vorgeschriebene Strecke in 2:43 Minuten. Am Tag darauf gelang ihm sogar eine mehrmalige Umrundung der Markierungspunkte in einer Flugzeit von 6:52 Minuten und einer Flughöhe von bis zu 30 Metern. Karl Lanz stiftete daraufhin fünf weitere Preise, die 1910 bei Wettbewerben vergeben wurden. Am 28. April 1910 gewann Adolf Behrend auf einem Schultze-Herfort-Eindecker den mit 7.000 Mark dotierten zweiten Lanz-Preis, am 11. Juli 1910 Hermann Dorner auf einem Eindecker T-II den dritten Lanz-Preis (3.000 Mark). Am 6. August 1910 gewann Emile Jeannin auf einem Farman-Doppeldecker den vierten Lanz-Preis (2.000 Mark). Zwei weitere Preise gingen an Fritz Heidenreich (1872–1937) und Raimund Eyring (1868–1911).